# Агнеса Вюртемберзька
Паулі́на Луї́за Агне́са Вюртембе́рзька (нім. Pauline Louise Agnes Prinzessin von Württemberg, 13 жовтня 1835 — 10 червня 1886) — принцеса Вюртемберзька, донька герцога Євгена Вюртемберзького та принцеси Гогенлое-Лангенбурзької Олени, дружина князя Ройсс молодшої лінії Генріха XIV. Німецька письменниця, відома під псевдонімом Анжеліка Гогенштайн.

## Життєпис
Аґнеса народилась 13 жовтня 1835 року у Карлсруе в Сілезії. Вона була четвертою дитиною та другою донькою в родині герцога Вюртемберзького Євгена та його другої дружини Олени Гогенлое-Лангенбурзької. Дівчинка мала старших братів Вільгельма та Миколая й сестру Александріну. Від першого шлюбу батька у неї були зведена сестра Марія та брат Євген.
Родина мешкала переважно в Силезії, де батько, генерал у відставці, мав кілька маєтків. Також він часто навідував Росію.
У 22 роки Агнеса пошлюбилася із принцом з династії Ройсс Генріхом XIV. Весілля відбулося 6 лютого 1858 року в Карлсруе. У подружжя народилося двоє дітей. Влітку 1867 року її чоловік став правлячим князем Ройських земель молодшої лінії.
Агнеса заснувала численні соціальні заклади та установи, що відбилося на їх назві. Серед них були: школа Агнеси (Agnes-Schule) та училище для служниць в Ґері.
Померла у замку Остерштайн в Гері у віці 50 років. Похована в князівській усипальниці у церкві Святої Марії у Шляйці.
З 2015 року княжу усипальню можна відвідати в рамках екскурсії.

## Родина
Чоловік — Генріх XIV, князь Ройсс-Герський
Діти:
- Генріх (1858—1928) — князь Ройсський, був одружений з Елізою Гогенлое-Лангенбурзькою, мав п'ятеро дітей;
- Єлизавета (1859—1951) — дружина Германа Сольмс-Браунфельського, мала четверо дітей.

## Книги
- «Олена» (повість, 1867);
- «Від щасливих годин. Вісім фотографій» (1878);
- «Благословення бабусі» (сімейні портрети у двох томах, 1880).